# 아리콕 국립공원

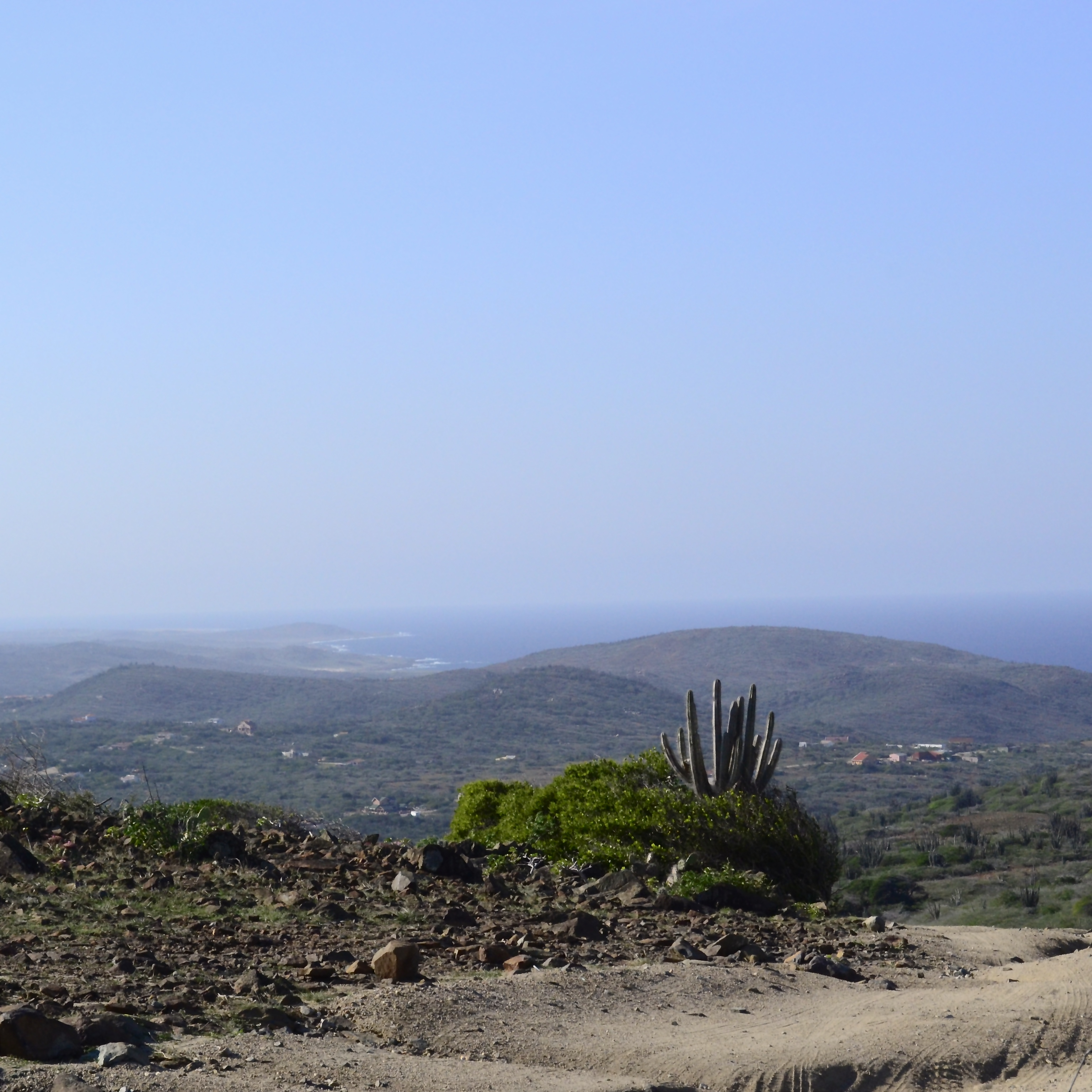

아리콕 국립공원(Arikok National Park)은 아루바 북동부 지역의 7,907에이커(32km2)에 달하는 공원으로, 2000년에 공식적으로 지정되었다. 아루바 전체 토지 면적의 약 20%가 국립공원으로 지정되어 공원의 생물 다양성 보존, 지질 구조 및 역사, 그리고 문화적 중요성 보존에 전념하고 있다.

## 기원
쿠누쿠 아리콕(Cunucu Arikok)의 설립은 아리콕 국립공원 개발의 결과였다. 이 지역은 한때 아리 콕(Arie Kok)이 소유한 작은 농장이었으며, 어도비집(cas di torto)이 특징이다. 집 주변에는 다양한 일반적인 아루반 식물 종을 강조하는 명판이 있는 견고한 야생 정원이 있었다. 더욱이 시골 지역에서는 토착 암벽화로 장식된 운운암암을 발견할 수 있다. 이 그림 중 하나는 현재 자연 보호 구역의 로고로 사용된다. 보호 구역의 이름은 또한 개조된 상태로 보호 구역 내에 남아 있는 어도비집의 소유자에게서 유래되었다.